# 铁炉镇 (犍为县)
铁炉镇，原为铁炉乡，是中华人民共和国四川省乐山市犍为县下辖的一个乡镇级行政单位。2019年12月，撤乡设镇，将原铁炉乡和原新民镇中心村、红岩村、狮子村、农荣村、火箭村、天星村、刘家村及孝姑镇五一村、同益村所属行政区域划归铁炉镇管辖。 

## 行政区划
铁炉镇下辖以下地区：
铁炉场社区、兴隆村、文池村、高峰村、安南村、农宁村、朝阳村、桂花村和宏农村。